# NGC 4465
NGC 4465 је спирална галаксија у сазвежђу Девица која се налази на NGC листи објеката дубоког неба.
Деклинација објекта је + 8° 1' 34" а ректасцензија 12h 29m 23,5s. Привидна величина (магнитуда) објекта NGC 4465 износи 14,9 а фотографска магнитуда 15,6. NGC 4465 је још познат и под ознакама CGCG 42-127, VCC 1182, PGC 41157.